# Jillian Marsh

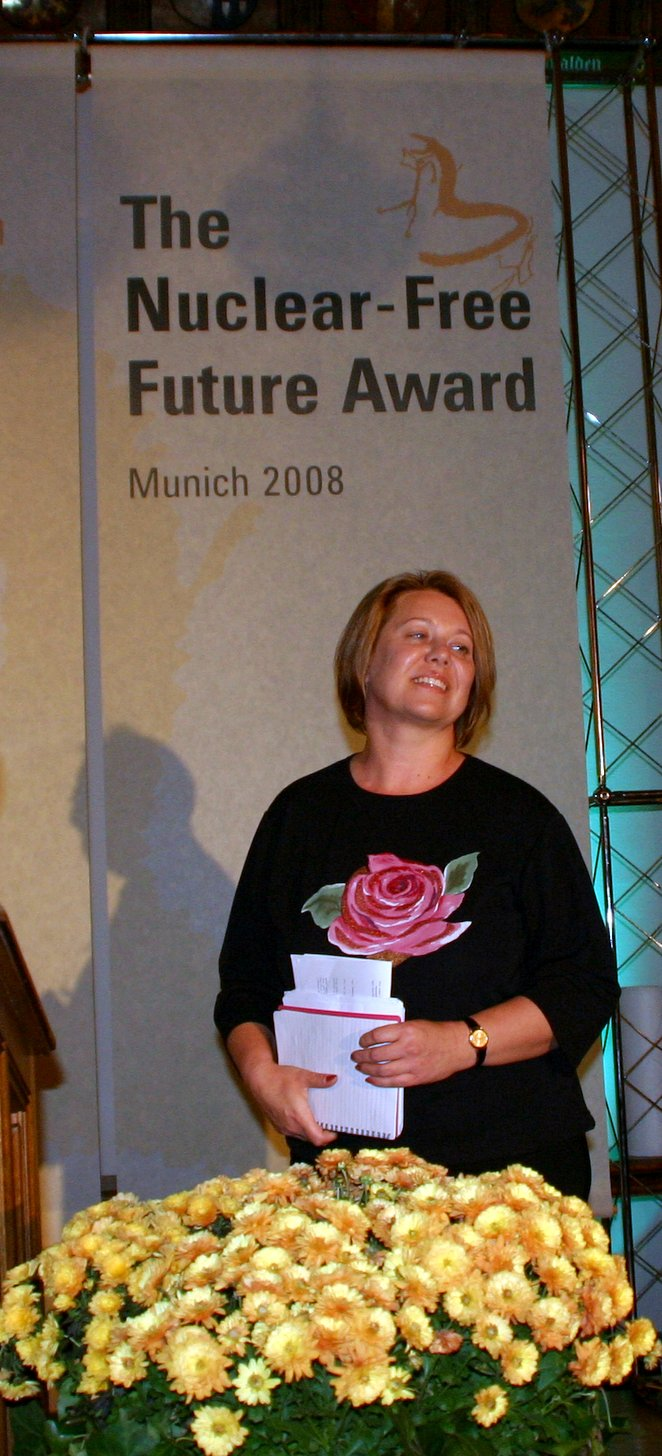
Jillian Marsh während der NFFA-Preisverleihung (10/2008)

 Jillian Marsh ist eine australische promovierte Umweltaktivistin und Mitglied der Australian Nuclear Free Alliance (ANFA).

## Leben
Marsh ist eine Angehörige des Aboriginestamms der Adnyamathanha, der in South Australia lebt. Sie wuchs in der Kohle-Bergbaustadt Leigh Creek in den Flinders Ranges auf, daher entwickelte sie ein starkes Interesse am Thema Bergbau und die Folgen für die indigene Bevölkerung.
1998 erhielt Marsh den Jillian Hudson Umweltpreis für ihre Arbeit zur Aufklärung über die toxischen Gefahren des Uranabbaus, speziell  in der Nähe der Uranmine Beverley. Im Jahr 2004 promovierte Jilian Marsh an der Universität Adelaide in der Abteilung Geographie und Umweltwissenschaften. Ihr Forschungsthema bildete  die kritische Analyse von Entscheidungsprotokollen bei der Genehmigung für die kommerzielle Bergbaulizenz für das Beverley-Uranium-Bergwerk auf dem Land der Adnyamathanha.
Im Jahr 2008 erhielt Jillian Marsh den Nuclear-Free Future Award im Alten Rathaus in München.

## Auszeichnung
- 1998: Jillian-Hudson-Umweltpreis
- 2008: Nuclear-Free Future Award[2]

## Veröffentlichungen
- Decolonising the interface between Indigenous peoples and mining companies in Australia: Making space for cultural heritage sites, in Asia Pacific Viewpoint. Volume 54, S. 171–184, August 2013.[3]